# Dietrich Hasse
Dietrich Hasse (* 24. März 1933 in Dresden; † 19. April 2022 in Prien am Chiemsee) war ein deutscher Kletterer und Buchautor, der vor allem in den 1950er- und 1960er-Jahren durch extreme Klettertouren bekannt wurde.

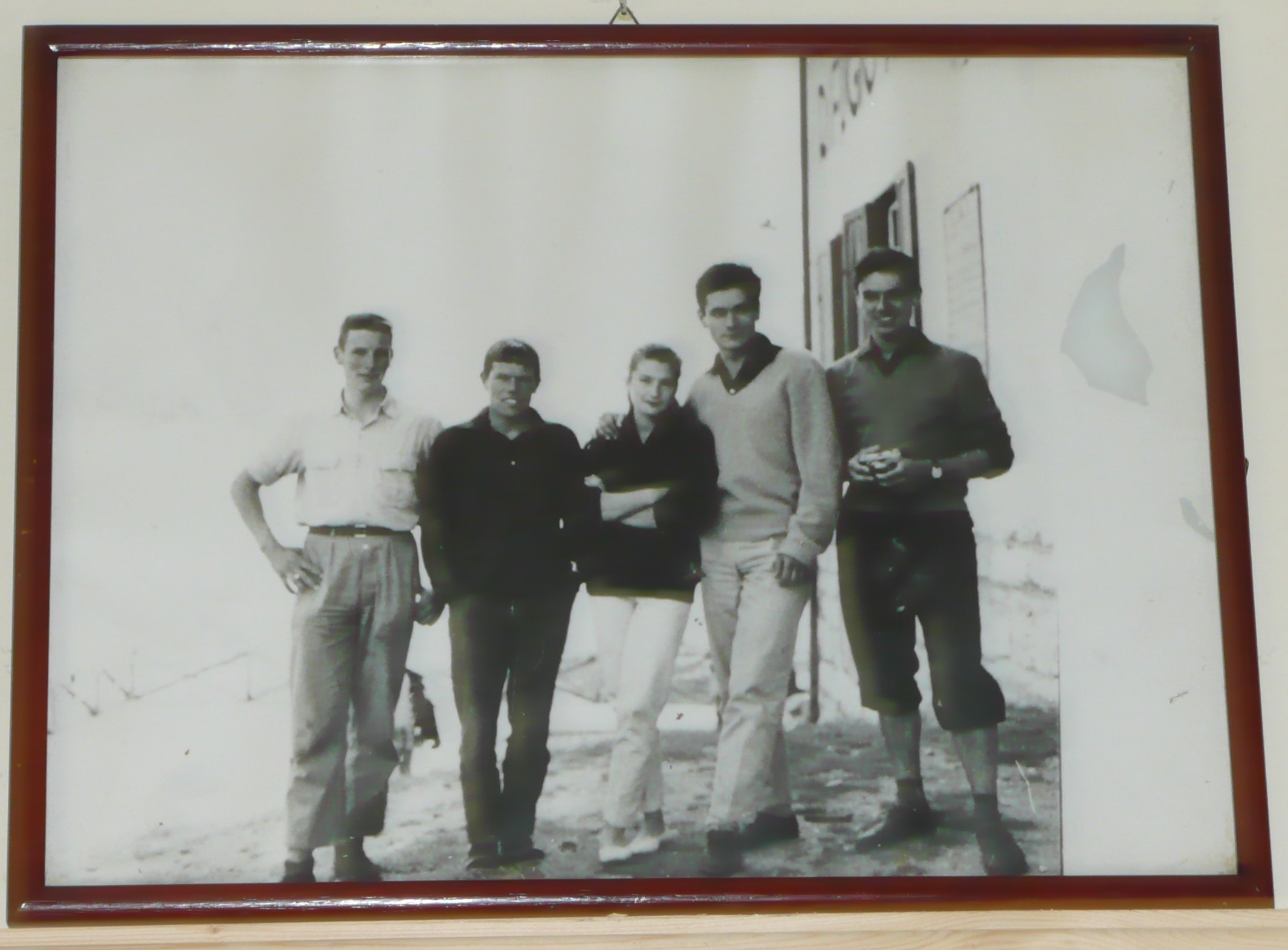
Dietrich Hasse (links) und Gefährten nach der Durchsteigung der Nordwand-Direttissima an der Dreizinnenhütte (Foto in der Dreizinnenhütte)

## Leben
Hasse, der aus Bad Schandau in Sachsen stammte, zählte in den 1950er Jahren zu den besten Bergsteigern im Elbsandsteingebirge. Zu seinen bekanntesten Erstbegehungen im Klettergebiet Sächsische Schweiz zählen u. a. der Talweg am Höllenhund, der Westgrat am Falkenstein und der Rudolf-Fehrmann-Gedächtnisweg am Bloßstock. 1955 verließ er die DDR und ging nach West-Berlin, später nach Süddeutschland. Nach dem Studium der Geographie, Politik und Biologie an der Bergakademie Freiberg und der FU Berlin war er als Lehrer im Schuldienst an Gymnasien in Stuttgart und München tätig.
Seinen internationalen Durchbruch erlebte Dietrich Hasse durch die Erstbegehung der Nordwand-Direttissima der Großen Zinne in den Sextener Dolomiten 1958. Er wiederholte auch zahlreiche extreme Routen und führte weitere Erstbegehungen durch, wie z. B. in der Südwestwand der Rotwand im Rosengarten zusammen mit Lothar Brandler. Hasse nahm auch an einigen außereuropäischen Expeditionen teil, so z. B. 1960 in den Hindukusch, 1969 in die Anden und 1971/72 ins Hoggar-Gebirge in der Sahara. Ab 1975 fuhr er immer wieder zu den berühmten griechischen Metéora-Felsen, die er klettertechnisch miterschloss.
Dietrich Hasse war Autor einiger geographischer, alpinistischer und anderer Publikationen. Er war erst Mitarbeiter, dann bis 1964 Redakteur der Zeitschrift „Bergkamerad“. Anschließend war er für kurze Zeit in der Jugendarbeit des Deutschen Alpenvereins tätig. Seit 1990 war er Ehrenmitglied des Sächsischen Bergsteigerbundes.

## Die Direttissima der Große-Zinne-Nordwand

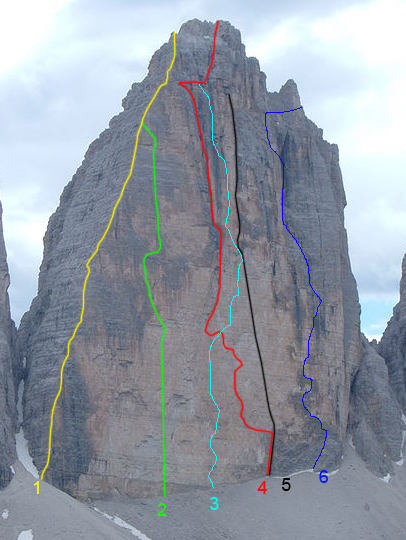
Bekannte Routen an der Nordwand der Großen Zinne:
1=Dibonakante,
2=Via Camillotto Pellesier,
3=Das Phantom der Zinne,
4=Hasse/Brandler (Direttissima),
5=Sachsenweg (Superdirettissima),
6=Comici/Dimai

Diese Route, vom 6. bis 10. Juli 1958 von Dietrich Hasse, Lothar Brandler, Jörg Lehne und Sigi Löw erstbegangen und deswegen auch Hasse-Brandler genannt, führt in direkter Linie durch die 550 Meter hohe Große-Zinne-Nordwand und galt damals als schwerste Felskletterei der gesamten Alpen. Die Erstbegeher kletterten damals technisch, d. h., sie verwendeten Haken, Trittleitern und ähnliche Materialien nicht nur zur Sicherung, sondern auch zur Fortbewegung; der Schwierigkeitsgrad wurde mit VI/A2 (nach einer anderen Quelle VI-/A3) angegeben. Die ca. 140 (nach anderen Angaben: 180) Haken, die geschlagen wurden, lösten heftige Debatten, z. B. im Magazin Bergsteiger, darüber aus, wie viele Haken beim Klettern einer neuen Route vertretbar seien und wann man nur noch von einer Materialschlacht gegen den Berg sprechen könne. 1987 wurde die Hasse-Brandler von Kurt Albert und Gerold Sprachmann erstmals rotpunkt durchstiegen und war mit Schwierigkeiten bis zum oberen VIII. Grad wiederum eine der schwersten Freiklettereien der Alpen. Am 1. August 2002 vollbrachte Alexander Huber schließlich eine der bemerkenswertesten Taten des modernen Alpinismus, als er die Hasse-Brandler free solo kletterte.